# Aphobetus paucisetosus
Aphobetus paucisetosus är en stekelart som beskrevs av Berry 1995. Aphobetus paucisetosus ingår i släktet Aphobetus och familjen puppglanssteklar. Inga underarter finns listade i Catalogue of Life.